# Pamela Valenzuela
Pamela Geraldine Valenzuela Rengel (Potosí, octubre de 1963-La Paz, 26 de junio de 2021) fue una activista boliviana por los derechos de las personas LGBT.

## Vida e impacto como activista
Pamela comenzó su transición a los 15 años. A causa de la falta de apoyo social, abandonó los estudios y se dedicó a la prostitución. Habiendo sufrido violencia y discriminación, decidió convertirse en activista de los derechos del colectivo LGBT boliviano, convirtiéndose en representante de Bolivia en la Red Latinoamericana y del Caribe de Personas Trans (Redlactrans). Fue impulsora de la Ley 807 de Identidad de Género y se consolidó como una referente LGBT en Bolivia. Hasta la fecha de su muerte, fue presidenta del Consejo Ciudadano de las Diversidades Sexuales y de Género de la ciudad del Gobierno Autónomo Municipal de La Paz.
Pamela Valenzuela fue la primera mujer trans que logró cambiar su identidad de género legalmente en Bolivia, al realizar dicho proceso ante el Servicio de Registro Cívico (Sereci) el 1 de agosto de 2016. En aquella ocasión declaró:

Es un día histórico para Bolivia porque ahora el Estado nos reconoce legalmente por nuestro dato de género. Han sido años de lucha, de exigir y demandar que se reconozca nuestra identidad.

Valenzuela recibió finalmente su cédula con su nueva identidad de género el 6 de septiembre de 2016 emitida por el Servicio General de Identificación Personal de La Paz - SEGIP, entidad que en ese momento también entregó dichas identificaciones a tres personas transgénero con el respectivo cambio de género, identidad e imagen, en cumplimiento a la Ley 807 de Identidad de Género.
Murió el 26 de junio de 2021 como consecuencia de complicaciones del COVID-19, luego de haber estado hospitalizada durante dos semanas en cuidados intensivos. Poco antes de morir, Valenzuela tenía planificado tener una línea gratuita de denuncia de violencia contra personas trans, pero no pudo concretar su idea debido a su enfermedad. En el día del Orgullo LGBT, distintos colectivos y autoridades del Gobierno rindieron homenaje a Valenzuela, fallecida tan solo un par de días antes de la celebración.